# Gran Premi d'Espanya de Motocròs 250cc 1965
L'edició de 1965 del Gran Premi d'Espanya de Motocròs 250cc fou la 4a d'aquesta prova. Organitzat per la Penya Motorista 10 x Hora, el Gran Premi era la primera prova del Campionat del Món d'aquell any i tingué lloc el cap de setmana del 27 i 28 de març al Circuit de Santa Rosa, a Santa Coloma de Gramenet. Hi participaren 33 pilots de 14 països diferents (tres dels quals catalans) i hi assistiren nombrosos espectadors.

## Curses

### Primera mànega
| Posició | Pilot           | Motocicleta       |
| ------- | --------------- | ----------------- |
| 1       | Torsten Hallman | Husqvarna         |
| 2       | Víktor Arbékov  | ČZ                |
| 3       | Gunnar Draugs   | CZ                |
| 4       | Joël Robert     | CZ                |
| 5       | Don Rickman     | Métisse (Bultaco) |
| 6       | Dave Bickers    | Greeves           |
| 7       | Åke Jonsson     | Husqvarna         |
| 8       | Derek Rickman   | Métisse (Bultaco) |
| 9       | Marcel Wiertz   | Bultaco           |
| 10      | Andrei Dezhinov | CZ                |

### Segona mànega
| Posició | Pilot           | Motocicleta       |
| ------- | --------------- | ----------------- |
| 1       | Åke Jonsson     | Husqvarna         |
| 2       | Dave Bickers    | Greeves           |
| 3       | Andrei Dezhinov | ČZ                |
| 4       | Jan Blomqvist   | Husqvarna         |
| 5       | Marcel Wiertz   | Bultaco           |
| 6       | Don Rickman     | Métisse (Bultaco) |
| 7       | Otto Walz       | Montesa           |
| 8       | Torsten Hallman | Husqvarna         |
| 9       | Víktor Arbékov  | CZ                |
| 10      | José Sánchez    | Bultaco           |

## Classificació final
| Posició | Pilot           | Motocicleta       | 1a Mànega | 2a Mànega | Punts |
| ------- | --------------- | ----------------- | --------- | --------- | ----- |
| 1       | Dave Bickers    | Greeves           | 6è        | 2n        | 8     |
| 2       | Åke Jonsson     | Husqvarna         | 7è        | 1r        | 8     |
| 3       | Torsten Hallman | Husqvarna         | 1r        | 8è        | 9     |
| 4       | Víktor Arbékov  | ČZ                | 2n        | 9è        | 11    |
| 5       | Don Rickman     | Métisse (Bultaco) | 5è        | 6è        | 11    |
| 6       | Andrei Dezhinov | CZ                | 10è       | 3r        | 13    |
| 7       | Marcel Wiertz   | Bultaco           | 9è        | 5è        | 14    |
| 8       | Otto Walz       | Montesa           | 16è       | 7è        | 23    |
| 9       | George Hauger   | Montesa           | 12è       | 11è       | 23    |
| 10      | José Sánchez    | Bultaco           | 15è       | 10è       | 25    |